# Limnonectes cintalubang
Limnonectes cintalubang es una especie de anfibio anuro de la familia Dicroglossidae.

## Distribución geográfica
Esta especie es endémica de Sarawak en Malasia. Se encuentra a 64 m sobre el nivel del mar (01° 08′ 30″ N, 110° 34′ 57″ E).

## Publicación original
- Matsui, Nishikawa & Eto, 2014: A new burrow-utilising fanged frog from Sarawak, East Malaysia (Anura: Dicroglossidae). Raffles Bulletin of Zoology, vol. 62, p. 679–687[4]